# دوثن (آلاباما)
دوثن (به انگلیسی: Dothan) شهری در شهرستان هوستون ایالت آلاباما است که مساحت آن ۲۳۲٫۳۷ کیلومتر مربع است و در سرشماری سال ۲۰۱۰ میلادی، ۶۵٬۴۹۶ نفر جمعیت داشته و تراکم جمعیتی آن، ۲۸۱٫۸۶ نفر در هر کیلومتر مربع بوده است.